# 崩坏：星穹铁道角色列表
《崩坏：星穹铁道》是米哈游开发的一款戰略角色扮演遊戲，講述了遊戲主角「開拓者」登上「星穹列車」漫遊宇宙中各大行星，在遊歷期間認識到各式各樣的人物，並在冒險中解決「星核」對各世界帶來的災難。遊戲初期玩家可以免費獲得6個可玩角色，還有3個角色達成條件可以入手，其他可玩角色需要使用名爲「躍遷」的虛擬抽獎方式讓其加入隊伍。製作組會隨著遊戲版本更新推出新的可玩角色，可玩角色分為四星和五星兩類，截至2025年8月13日可玩角色共有76名（同角色不同命途不同星級分開計算）。

## 創作及設計
《崩坏：星穹铁道》制作人蔣大衛表示研發團隊全都极度重视“角色”，创作一名角色，光文本大体就需要一个月的时间。製作組在創作劇情時重視“让笔下的各类角色仿佛真的生活在那个世界中一般”。写手们需要做的不是按照自身想法让角色动起来，而是记录生活于那个世界当中的角色的言行举止，以及所发生的各类事件，更类似于“记录员”这样一种职责。但同时因为希望角色拥有“真人一般的人味儿”，所以也会以自己身边的人为模特来塑造角色。例如，設計热衷打麻将的角色“青雀”時，製作組观察了身边的麻将发烧友，“喜欢麻将的人平时是怎么行动的？”“喜欢麻将的人会讨厌什么？”，然后将此类特征融入到了角色身上。角色的人工智慧（AI）設計方面，製作人蔣大衛表示为了让《崩坏：星穹铁道》的沉浸感更强，在非玩家角色（NPC）的行为模式中加入了人工智慧技术，這樣一直以来行动较为模式化的非玩家角色行为会显得更加自然，从而给玩家带来一种“我真的进入到了《崩坏：星穹铁道》的世界当中”的沉浸感。制作人蔣大衛表示目前的人工智慧仅能作为研发辅助工具使用；如果能通过人工智慧工具增加角色的台词与剧情量级，就能持续为玩家提供与角色的全新互动。
在角色背景設定上，制作人蔣大衛表示游戏剧情和世界观都是围绕着角色所展开的，而角色本身，则需要担负起传达剧情和世界观这一重任。《崩坏：星穹铁道》中參考了「公路片」的設計思路，主人公会和同伴们一道穿行于各种各样的星球之间，与主人公年龄相仿的伙伴们集结在一起，往来于社会结构、科技水平、文化体系、历史背景迥然不同的星球之间，在高差异化的世界观中描绘角色的变化与成长。在角色正式上線遊戲之前，米哈遊會透過官方社交賬號發佈角色相關影片進行宣傳。《崩坏：星穹铁道》的每一位角色都有各自的特点，宣传时每个角色的特点往往都会被放大，用不同的表现形式来加深玩家对其的印象，使得角色外观形象能够使新老玩家印象深刻。在角色正式上線遊戲之後，製作組會通过游戏主线、支线、活动剧情的对话文本以及游戏短信、智库里的角色故事文本等信息来更加深入的了解各个角色的形象，在人物塑造之外，也留下了大量悬念与伏笔。除主线剧情外，玩家还可以藉助“同行任务”了解各名角色的过往经历，以及单凭主线剧情无法清晰知晓的角色性格。通過「同行任務」玩家能够深挖角色特性，在旅途之中，一点一点地了解到角色的过往，加深和角色间的羁绊。《崩坏：星穹铁道》還採用了碎片化叙事，这些碎片化叙事的元素来自于游戏内可探索箱庭世界的阅读物，这些阅读物的部分内容会对所在区域的角色进行形象上的补充，为游戏的二创以及剧情讨论做好了足够的铺垫。
遊戲玩法方面，製作組表示較爲注重遊戲系統与角色之间的关联性。本作中引入了名为“命途”的系统。從劇情上來說，角色的“命途”為人物在遊戲世界觀裡走上的某位命途星神的道路（他們被稱為“命途行者”）；而从游戏系统上来说，“命途”則类似角色的“职能”，也就是所谓的進攻、治疗、防禦、支援这类角色定位；另一方面，以文案形式附属于每个角色的“命途”，同样还对应着角色“自我发现”的过程。可玩角色共分為8種「命途」，分別為同諧、存護、巡獵、毀滅、虛無、智識、豐饒、記憶。可玩角色同時也分為7種弱點屬性，分別為火、冰、風、雷、物理、虛數、量子。

## 可玩角色
本作劇情設定中存在18位星神及命途，分別是「毀滅」納努克、「存護」克里珀、「豐饒」藥師、「巡獵」嵐、「同諧」希佩、「智識」博識尊、「虛無」IX、「記憶」浮黎、「開拓」阿基維利、「純美」伊德莉拉、「歡愉」阿哈、「神秘」迷思、「終末」末王、「均衡」互、「繁育」塔伊茲育羅斯、「貪饕」奧博洛斯、「秩序」太一、「不朽」龍，其中有些星神已殞。以下角色簡介中的都是遊戲系統而非劇情設定的命途，故有些角色可能會出現命途與介紹不同的情況。

### 主要派系

#### 星穹列車（主角團）

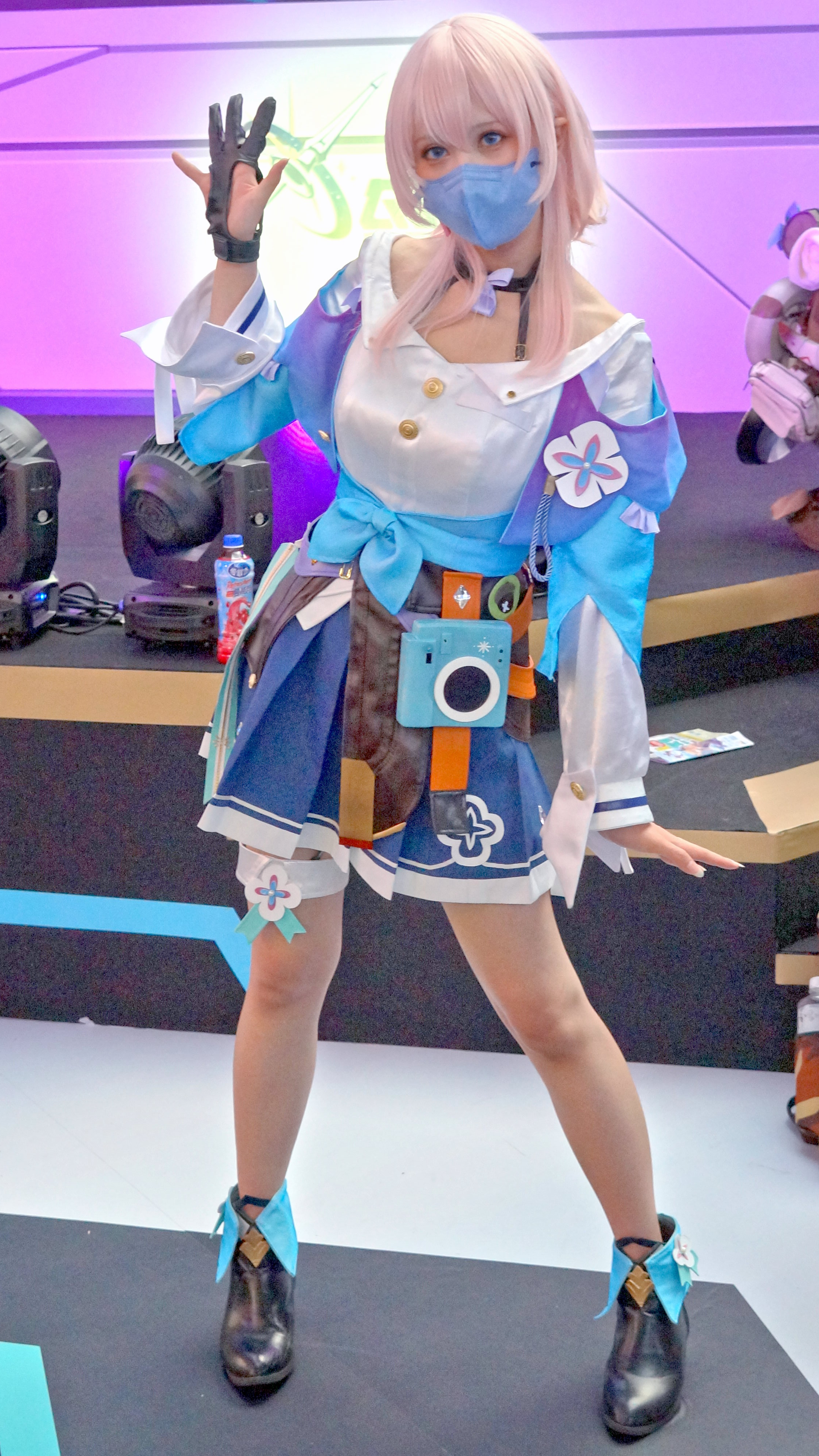
三月七的角色扮演者

星穹列車為開拓星神阿基維利的神器/遺物。祂來自孤絕世界斐伽納，在升格為星神後創造這輛列車，和上車的凡人一起四處冒險，開拓未知的世界。祂的命运因意外而终结，在祂殞落後，無名客們繼承祂的意志，延續祂未竟的開拓之道。
開拓者
星配音：陈婷婷（汉语）、石川由依（日语）、瑞秋·周（Rachael Chau） → 未公佈（英语）、金賀婁（韓語）
穹配音：秦且歌（汉语）、榎木淳弥（日语）、殷嘉樂（Caleb Yen） → 未公佈（英语）、金明俊（韓語）
命途及元素：毀滅-物理、存護-火、同諧-虛數、記憶-冰
憶靈：迷迷
星穹列車的成員。游戏主角，玩家扮演的角色。在空间站「黑塔」被反物质军团入侵期间，作为星核的载体被卡芙卡和银狼唤醒，隨後被留在空間站內。被三月七和丹恒发现後加入了星穹列车。玩家（臨時扮演卡芙卡）可以選擇女性載體「星」或男性載體「穹」進行遊戲，游戏中显示的名称由玩家决定。遊戲中是第一個擁有多種元素和命途的角色，可以在角色詳情界面進行切换。
主線劇情中，主角在同伴的陪伴下乘坐星穹列车穿越多个世界，一步步寻找答案，揭开星核、毁灭和星神背后的秘密。
在後續翁法羅斯的劇情中證實開拓者在以前是星核獵手一員，只是被抹除記憶，連帶解釋了為何流螢在遇見開拓者時的反應像是早已親密無間的夥伴。
相較於同公司所開發的原神的主角為沉默主人公之設定，本作加入大量對話內容，讓開拓者可以在部分劇情下參與各個環節的角色討論。
姬子
配音：林簌（汉语）、田中理惠（日语）、西婭·考特（Cia Court）（英语）、金補娜（韓語）
命途及元素：智識-火
星穹列車的領航員，充滿冒險精神的科學家，輩分最高的活躍無名客。少女時代在故鄉遭遇了擱淺的星穹列車，修復列車之後成為了領航員。她的手沖咖啡堪稱列車最難吃但本人卻毫無察覺。
與《崩壞3rd》中的無量塔姬子形象相似。使用姬子與太空站「黑塔」奇物收容室內的神隕劍互動會有特殊反應。
瓦爾特·楊
配音：彭博（汉语）、细谷佳正（日语）、科里·兰迪斯（Corey Landis）（英语）、漢藎（韓語）
命途及元素：虛無-虛數在《崩壞3rd》故事中，在与虛空萬藏的一次探险中，两人潜入一艘宇宙飞船。瓦尔特发现了一个姬子「同位體」的档案。於是两人出发去探索這位「姬子」的世界，即《崩壞：星穹鐵道》的世界。在飛船失去动力，被恰好路過的星穹列車（開拓命途）搭救後，瓦爾特登上了星穹列車，成爲了星穹列車的乘員。在同行任务·化外过客「异邦骑士」中，瓦爾特和三月七協助地衡司辨認仙舟上出現的可疑人物。瓦爾特看到罗刹後認出其樣貌，稱自己在其他的宇宙至少見過2個「同位體」。
丹恆
配音：李春胤（汉语）、伊东健人（日语）、尼古拉斯·梁（Nicholas Leung）（英语）、金惠成（韓語）
命途及元素：（丹恆）巡獵-風、（丹恆·飲月）毀滅-虛數、（丹恆．騰荒）存護-物理丹恒爲仙舟「羅浮」持明龍尊「飲月君」的轉世。他的前世名爲「丹楓」，是「雲上五驍」之一。數百年前的「飲月之亂」事件中，爲了讓持明族脫離輪迴，也爲了復活在倏忽之戰中殞落的白珩，丹楓與應星合作嘗試用化龍妙法摧毀仙舟「羅浮」的建木，結果建木生出龍形態的孽物，最終孽龍被鏡流斬殺，丹楓作爲主犯被關押入幽囚獄。之後丹楓親自指定白露為新任持明龍尊，卻在傳承力量時儀式失敗，只將治癒之力傳給白露，而破壞之力仍留在自己身上。後丹楓被判退鱗輪迴，轉世爲「丹恒」。他本應被剝奪持明龍尊之力，卻因龍師們從中作梗而仍然能夠使用力量。當時已經當上神策將軍的景元深知龍師們不會放過丹恆，因此不顧他人反對，將丹恆流放逐出仙舟，輾轉後被星穹列車接納。
在遊戲主線故事的仙舟篇中，星核獵手卡芙卡邀請星穹列車來到仙舟「羅浮」解決星核危機，丹恆最初因爲過往經歷不願參加，後因爲得知星核獵手刃在仙舟「羅浮」上、察覺事態不妙，獨自登上羅浮。登上羅浮後丹恆遇到素裳和羅剎，三人一路同行。後來，丹恆在鱗淵境遇到在此等待他的刃和追尋刃而來的彥卿，刃將丹恆胸膛刺穿，使其暴露出「飲月君」的形態。在景元趕到後，景元請求丹恆運用龍尊之力開啓被封印的持明龍宮，最終衆人合力在建木根系處打敗「絕滅大君」幻朧。
在丹恆的角色故事「龍返其鄉」中，丹恆求見現任持明龍尊白露，與白露一起修復了建木的封印，得知了「飲月之亂」的真相，瞭解了自己的前世經歷。最後景元希望挽留丹恆留在羅浮，丹恆希望繼續隨星穹列車旅行，拒絕了景元的挽留。在鏡流的角色故事「雲無留跡」中，丹恆收到鏡流的來信，在「羅浮」與彥卿、鏡流一起祭奠了白珩。最終在鱗淵境與景元、鏡流、刃會面，「雲上五驍」重聚首後分道揚鑣。
「丹恆．飲月」及「丹恆．騰荒」為丹恆的限定五星版本。
三月七
配音：诺亚（汉语）、小仓唯（日语）、斯凱勒·達文波特（英语）、鄭惠援（韓語）
命途及元素：（三月七）存護-冰、（三月七）巡獵-虛數、（長夜月）記憶-冰三月七熱衷於拍照，隨身帶着照相機，既是因爲通過照相記錄下每時每刻發生的美好時光，可以讓自己的記憶保存下來，也是由於她堅信只要跟着列車，終有一天能拍下與過去有關的照片。雖然她沒有過往身世的記憶，但她並沒有放棄找回這些記憶。在同行任务·无尽形寿「全面回忆」中，三月七爲了找回自己被列車組拯救前丟失的記憶，在開拓者（主角）的陪同下，向符玄尋求幫助，請求符玄通過穷观阵來幫三月七找回過去的記憶。在穷观阵重构的回憶世界中，記憶片段出現大量失真，且記憶中的每個人都勸說三月七不要繼續回憶，干擾三月七追溯過往。最終記憶紊亂的源頭，流光憶庭（記憶命途）的信使現身，阻止三月七尋回回憶，中斷了穷观阵的繼續演算。符玄本想直接攻擊信使以幫助三月七繼續回憶但被三月七勸阻；雖然無功而返，但三月七得以看到了自己被「六相冰」冰封的樣子。
「長夜月」為三月七的限定五星版本。

#### 星核獵手

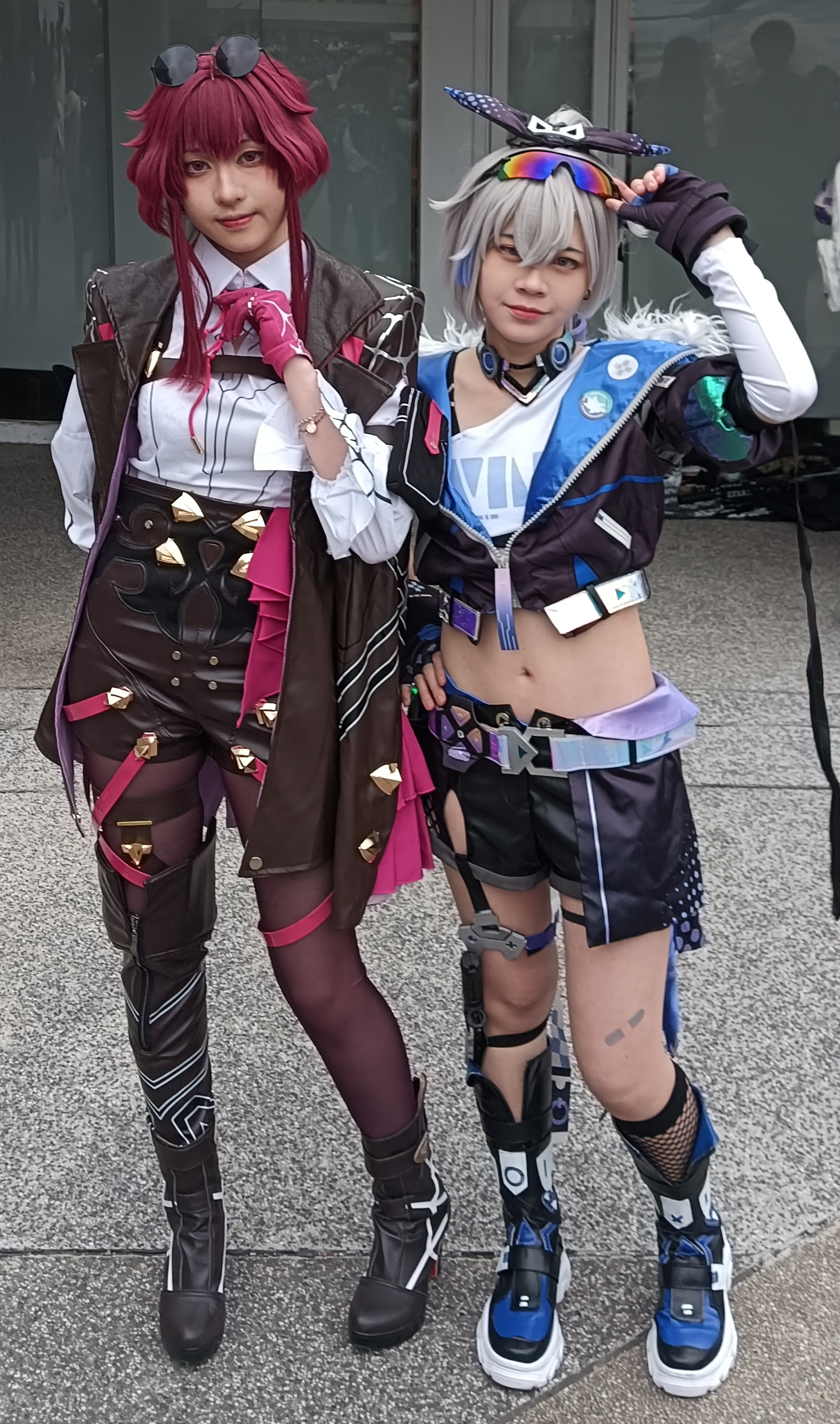
卡芙卡（左）和銀狼（右）的角色扮演者

星核獵手是一個由「命運的奴隸」艾利歐領導的神秘組織，主要目標為竊取星核。
卡芙卡
配音：徐慧（汉语）、伊藤静（日语）、謝麗爾·特希耶拉（Cheryl Texiera）（英语）、史文英（韓語）
命途及元素：虛無-雷卡芙卡來自深受星核影響的星球「天衣五」。在天衣五，人們感受不到恐惧，被欲望和快感支配而变成「恶魔」。卡芙卡曾任「恶魔猎人」，但她不滿足現狀，想要尋求改變。在天衣五的「新巴比倫」遇到艾利歐後，她接受了艾利欧的邀請，加入了星核獵手。卡芙卡是僅次於創始人艾利歐的最早成員，受艾利歐指示，她又先後招募了薩姆，
刃和銀狼加入星核獵手。卡芙卡具有強大的精神操控能力，稱爲「言灵」；在釋放「言灵」時會使用咒語「聽我說」。
在開拓任務「今天是昨天的明天」中，卡芙卡與銀狼潛入空间站「黑塔」，竊取星核並放入載體（開拓者）體內後離開；遊戲玩法中，載體的姓名、性別也由卡芙卡選擇。
在同行任務·星核獵手「陌生女人的來信」中，卡芙卡透過「真心话游戏」的方式，向開拓者透漏了許多關於她和開拓者自己的真相：如，開拓者是为了容纳星核而诞生的人造体等。
銀狼
配音：Hanser（汉语）、阿澄佳奈（日语）、梅麗莎·法恩（英语）、張美（韓語）
命途及元素：虛無-量子銀狼是星核獵手中最後一位加入的成員，是將宇宙視為遊戲的超級駭客。銀狼曾与螺丝咕姆駭客大戰，最終進攻失敗。在開拓任務「今天是昨天的明天」中，銀狼按照艾利歐的劇本，將反物質軍團引到太空站「黑塔」，後與卡芙卡駭入太空站系統，找到星核，放入事先準備好的星核載體中，然後揚長而去。在同行任务「朋克洛德精神」中，銀狼再次駭入空间站「黑塔」，意圖尋找名为「朋克洛德精神」的游戏卡带，在「模擬宇宙」中再次遭遇螺丝咕姆與黑塔，最終因76個遊戲帳號被黑塔凍結，倉皇逃出「模擬宇宙」。
刃
配音：刘以嘉（汉语）、三木真一郎（日语）、達曼·米爾斯（英语）、郭允相（韓語）
命途及元素：毀滅-風
星核獵手成員，以身为刃的剑客。由于魔阴身时常会发作，经常会陷入癫狂的状态，需要卡芙卡用言灵为他抑制魔阴身。
本名「应星」，爲仙舟「羅浮」鍛造武器的工匠，名震天下的「支離劍」、「擊雲槍」等武器都出自他手。師承朱明仙舟的「燭淵將軍」懷炎，「云上五骁」之一。「饮月之乱」時因意外沾染了倏忽的血肉，獲得了不死之力，可以無限再生，也因此成為仙舟重犯。劍術高超，在卡芙卡和薩姆邀請下，拋棄本名，加入星核獵手。

流螢的角色扮演者

流螢
流螢配音：宋媛媛（華語）、楠木燈（日語）、安娜勒莎·費希爾（Analesa Fisher）（英語）、柳惠知（韓語）
薩姆配音：淦子齊（華語）、笠間淳（日語）、阿丁·拉德（Adin Rudd）（英語）、張設華（韓語）
命途及元素：毀滅-火流螢是虛構跨星球國家格拉默共和國創造的改造人，為共和國用於對抗蟲群的作戰兵器。流螢接受了基因改造，身體會慢慢消解，被稱為「失熵症」。後來共和國與蟲群同歸於盡，流螢成為唯一倖存者，在悲痛之中覺醒了機甲的強化狀態，踏上了找尋自己生命意義的旅途。流螢加入星核獵手後，化名「薩姆」並主要以機甲形象活動。
流螢聽從星核獵手上級安排，偷渡到以夢境聞名的星球匹諾康尼，引導主角探索此星球的真相。為避人耳目，她以少女形態在夢境中展開行動，卻被治安官發覺是偷渡犯。此時主角路過，流螢向其求助，在對方幫助下得以解圍。流螢自稱為本地人，以報答主角恩情為由，擔任主角的一日導遊，帶主角遊覽城中知名景點。兩人在導賞期間偶遇主角的老朋友桑博，對方尾隨了兩人一段時間，在流螢察覺之際現身。桑博向兩人推薦了一個遊樂景點，遊玩過後，桑博暗地裡提醒主角流螢並非本地人。在之後的導賞中，流螢坦白自己確有隱瞞，邀主角去她在夢境世界的秘密基地說明一切。在秘密基地，流螢表示自己是偷渡客並患有「失熵症」，但並未向其挑明身份。兩人返回現實，桑博再度現身並撕下偽裝，原來之前遇到的桑博，都是另一股勢力假面愚者的成員花火所假扮。花火將兩人傳送到奇特的夢境，兩人在無盡循環的房間中遭遇不同怪物，最後在黑天鵝的掩護下脫身。回到現實後，黑天鵝感應到流螢已再次進入夢境，且正在被怪物追逐，眾人前往夢境中尋找流螢。之後，流螢與主角再次相聚，卻遭怪物埋伏與襲擊，受重傷後在主角懷中消逝，令主角悲痛不已。
主角醒來後捲入了各種事件，一時半刻在現實中也找不到流螢。直到某次戰鬥中，主角昏迷，流螢以機甲形態的出手相救。她向主角表示在上次夢境的死亡經歷，讓她抵達了被掩藏的深層夢境，還掌握了進入其中的方式。流螢帶著主角進入深層夢境，並與星穹列車的夥伴們（主角團）重逢。在深層夢境中，主角團得知整個匹諾康尼的夢境即將出現危機。為了解決危機，流螢與主角團共同覲見匹諾康尼的當權者星期日。星期日表示自己已叛變家族所信奉的「同諧」命途，轉而投奔「秩序」命途，要把匹諾康尼變成無始無終的美夢，與主角團在理念上決裂。雙方展開決戰，以主角團的失敗告結，眾人一同被捲入「秩序」的美夢。流螢從美夢中驚醒後，通過自殺回到現實之中，向其他醒來的人揭露「秩序」殘黨情報，眾人最終挫敗星期日，美夢結束。在遊輪上的慶功宴中，花火突然宣稱船上裝有炸彈，眾人協力拆彈。流螢找到了真正的炸彈，操縱機甲將炸彈送往高空。炸彈實為花火安排的煙花，流螢與主角在煙花中牽手飛翔，與主角留下了浪漫且珍貴的回憶。

#### 星際和平公司
星際和平公司是追隨「存護」星神克里珀的星際組織，公司內分為七個部門「市場開拓部」、「業務鞏固部」、「戰略投資部」、「築材物流部」、「技術研發部」、「人才激勵部」、「傳統項目部」。
註：所謂「石心十人」為存護令使「鑽石」手下的十名高管「翡翠」、「托帕」、「砂金」、「歐泊」、「龍晶」、「蒼剛」、「舒俱」、「琥珀」、「瑪瑙」、「真珠」。他們各自持有由鑽石提供，蘊含存護令使之力的基石，每枚基石的能力各不相同。

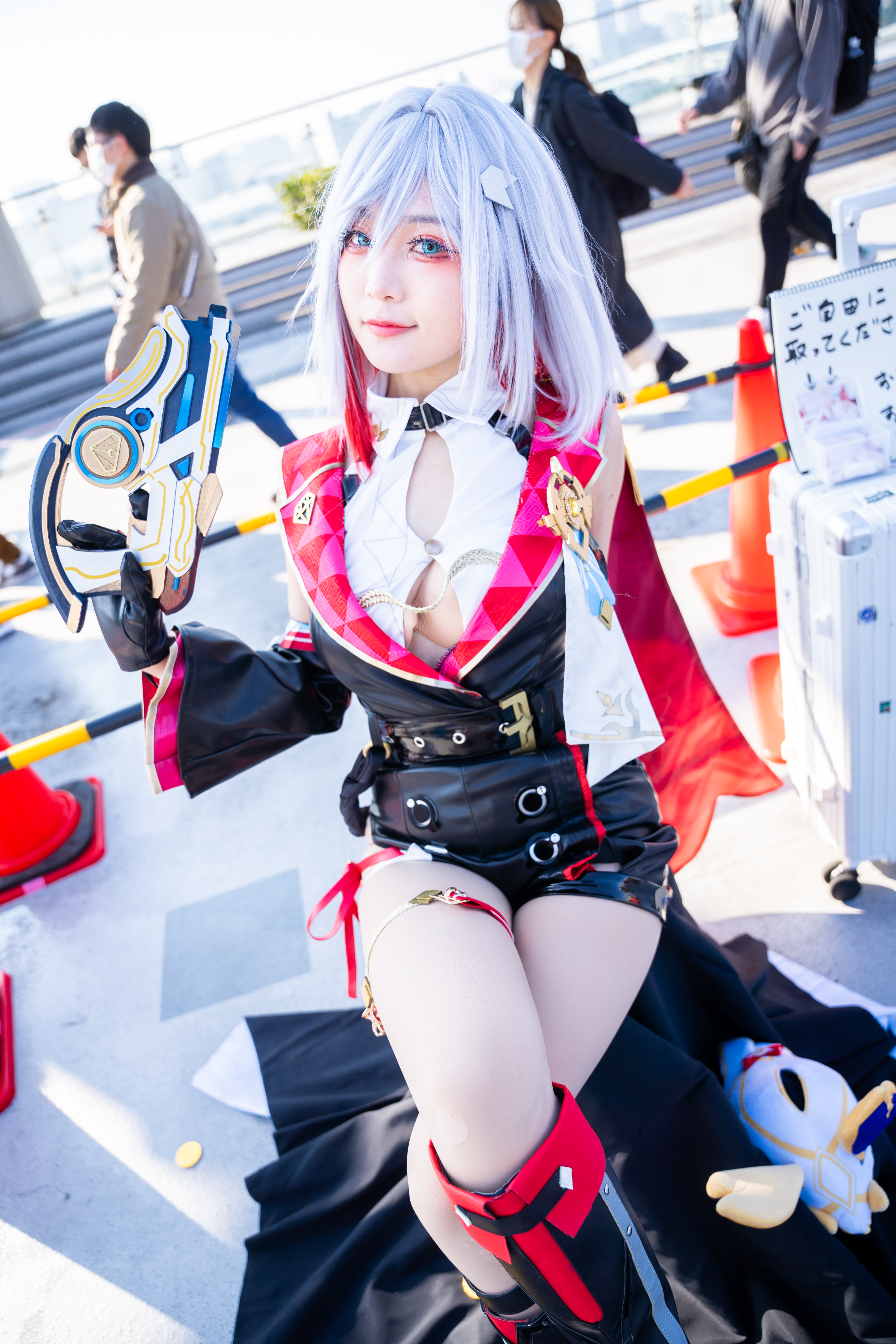
托帕的角色扮演者

托帕 & 帳帳
托帕配音：陆敏悦（汉语）、南条爱乃（日语）、山姆·斯萊德（Sam Slade）（英语）、房翅於（韓語）
帳帳配音：陆敏悦（全語種）
命途及元素：巡獵-火
星際和平公司「戰略投資部」的高級幹部，「石心十人」之一的托帕石，特殊債務糾察小組組長。基石為「催討黃玉」。本名叶琳娜，在她的母星被星際和平公司納入管理範圍後，加入「戰略投資部」。開拓續聞「冬夢激醒」中前往雅利洛-Ⅵ追繳欠款，與主角團（星穹列車）相遇並展開交鋒。
夥伴是次元扑满「吞金兽」账账。
砂金
配音：杨超然（汉语）、河西健吾（日语）、卡姆登·蘇特科斯基（Camden Sutkowski）（英语）、朴俊元（韓語）
命途及元素：存護-虛數砂金原名卡卡瓦夏。作為在其母星大屠殺中唯一的倖存者、氏族末裔，砂金因頑強進取，屢屢在逆境中「幸運」地翻盤，而被奴隸主相中成為奴隸。砂金脖子上的條形碼即為奴隸的商品編號。奴隸主讓奴隸自相殘殺，砂金頑強倖存，並反殺了奴隸主。他因詐騙星際和平公司的財產遭其逮捕，被公司下屬部門「戰略投資部」高管翡翠親自審訊，獲其賞識後罪行得以赦免，還受邀加入戰略投資部。經受以性命為代價的考驗後，砂金晉升為戰略投資部高管之一，被戰略投資部主管「鑽石」賜予名為「砂金」的具有其部分權能的寶石（稱為「基石」），他的代號「砂金」也由此得來。基石為「詭弈砂金」。
在遊戲主線劇情中，砂金和公司顧問真理醫生同行，受命前往星際和平公司以前的屬地——以夢境聞名的星球匹諾康尼，意圖收回公司對匹諾康尼的控制權。匹諾康尼的當權者星期日對砂金的目的有所耳聞，故不許砂金進入匹諾康尼的夢境。為展示誠意換取進入夢境的機會，砂金被迫將隨身攜帶的基石和行李交與星期日。進入夢境後，砂金與真理醫生分頭行動。砂金與其他遊客試圖達成合作，卻處處碰壁，不過也因而瞭解到匹諾康尼管理層內存在質疑者——知更鳥。一番搜尋之後，砂金找到了知更鳥，卻正好撞見了她在夢境中的死亡。無計可施的砂金轉向與同為遊客的主角接觸，藉助「知更鳥死亡」的情報，他與主角達成合作。
另一邊，真理醫生按照砂金的計劃拜見了星期日。真理醫生向星期日表達了「叛變」的意願，還向其透露「砂金藏匿了兩枚基石」。得知情報的星期日大喜，提出希望會見砂金。在會議中，砂金試圖通過花言巧語從星期日手中拿回基石，星期日則藉助真理醫生的情報，戳破了砂金的計謀，羞辱了砂金一番，還運用能力限制了砂金的行動，讓砂金帶著行李離開。即便如此，砂金的計謀還是更勝一籌。星期日未能料到，砂金其實在行李中藏匿了第三枚基石，砂金的醜態和真理醫生的「叛變」都為障眼法，砂金藉此得以利用第三枚基石開展行動。之後砂金得知，匹諾康尼管理層在深層夢境藏有不願為人所知的真相，因此砂金尋找進入深層夢境的方法，希望透過這些秘密要挾管理層，以便收回控制權。砂金看中了與主角團一起行動的虛無令史黃泉，他運用基石的權能，與主角團等人翻臉、開戰，逼迫黃泉出手斬破夢境，將砂金帶入深層夢境，但基石在衝擊中被徹底粉碎。得到深層夢境秘密的砂金被另一位遊客所救，回到現實。
最後，與砂金協作的戰略投資部眾人收回了前兩枚基石，並藉助砂金揭露的真相，脅迫匹諾康尼的管理層出賣股權，達成了奪取匹諾康尼控制權的目的。基石被毀，故戰略投資部主管鑽石召開會議，討論是否將砂金逐出，後由另一位高管出手將砂金的基石修復好，留下砂金。
翡翠
配音：张若瑜（汉语）、三石琴乃（日语）、費伊·馬塔（英语）、金順美（김순미）（韓語）
命途及元素：智識-量子
星际和平公司「战略投资部」的高级干部，「石心十人」之一的翡翠石。基石為「典貸翡翠」。冷艳优雅的放贷人，善于洞悉人心，有着名为「慈玉典押」的个人爱好。愿意为获取高价值的事物耐心等待，也擅长从看似一无所有的客户身上榨取价值。

#### 巡海遊俠
宇宙中的義俠團體，追隨巡獵星神“嵐”。推崇岚的以暴制暴，称颂岚的杀伐果断，藉著星神的祝福放歌宇宙。因曾成功刺杀绝灭大君“诛罗”而声名大噪。传说他们曾与天才俱樂部#64“原始博士”结下深仇，因此遭受不幸的命运。
波提歐
配音：彭博（汉语）、小西克幸（日语）、安德鲁·拉塞尔（Andrew Russell）（英语）、金段（김단）（韩语）
命途及元素：巡獵-物理
賽博格牛仔，巡海遊俠。他的家鄉和女兒被星際和平公司摧毀，為了尋求向公司報仇而來到匹諾康尼。
乱破
配音：金娜（汉语）、潘惠美（日语）、肯德爾·伯德（Kendell Byrd）（英语）、金愈琳（韩语）
命途及元素：智識-虛數
巡海遊俠，以忍者和忍術來稱呼身邊的一切人和事的中二少女。
曾經為原始博士手下的實驗對象，被植入了基於漫畫《銀河忍法貼》的模因病毒。被巡海遊俠解救後踏上了「巡獵」命途，以消滅原始博士為目標。

### 列車訪地

#### 太空站「黑塔」
天才俱樂部第83席黑塔女士的太空站，本來是公司為了討好黑塔而出資建立。黑塔將自己捕獲的星核存放於此。這裡是主線故事開始的地方。在主線劇情的序章，反物質軍團入侵，星核獵手趁虛駭入太空站盜走了星核，將星核放入「載體」之中後離開。「載體」即劇情的主角（代稱「開拓者」）。太空站接納了主角，與世隔絕的黑塔也操縱人偶與主角見面。最終，主角被星穹列車接納，成為了列車組的一員。
註：所謂「天才俱樂部」為第一位受智識星神「博識尊」注視的人贊達爾（也是天才俱樂部第1席）所建立的組織。每當有人受博識尊注視，那人便會受邀進入俱樂部。天才們各個境遇不同，甚至有人在水果店打工維生。
阿蘭
配音：陶典（汉语）、白石涼子（日语）、丹尼·錢伯斯（英语）、金燏（韓語）
命途及元素：毀滅-雷
太空站「黑塔」防衛科負責人。不善言辞，對工作非常用心，願意犧牲自己以保護太空站。小時候是孤兒，被艾絲妲收留，後跟隨她來到太空站工作。
艾絲妲
配音：龟娘（汉语）、赤﨑千夏（日语）、費麗茜婭·安吉爾（英语）、金炫志（韓語）
命途及元素：同諧-火
天文學家，太空站「黑塔」的名義站長、首席研究員。心思細膩，但愛花錢，為了控制開支而不得不把錢包交給阿蘭管理。
出身公司高層的富裕家庭，因為喜歡天文與黑塔結識，為了逃避家族生活而加入黑塔的太空站、成為站長。
黑塔
配音：侯小菲（汉语）、山崎遥（日语）、PJ·馬特森（PJ Mattson）（英语）、金徐暎（韓語）
命途及元素：（黑塔）智識-冰、（大黑塔）智識-冰
「人類、女性、年輕、貌美、可愛。」太空站「黑塔」真正的主人。智識令使，「天才俱乐部」第83號成員，為湛藍星智商最高的人類。天才中數一數二大方的存在。實際年齡已經相當大，老年時成功利用能量逆流實現返老還童。平時以遠程操縱的人偶形態登場；懶於控制人偶行走，因此在太空站各處放置了大量人偶。 據說她現在隱居在銀河邊境，幾乎不踏出其間。为了将一颗星核稳定保存，建立了空间站「黑塔」。在開拓任務「今天是昨天的明天」中，若選擇不離開太空站，將會進入隱藏結局，星穹列車開走，主角將成為黑塔手下的研究員，度過平凡的一生。
「大黑塔」為黑塔的限定五星版本。
阮·梅
配音：張文鈺（汉语）、大西沙織（日语）、羅元湘（英语）、雲有京（韓語）
命途及元素：同諧-冰
「天才俱樂部」第81號成員，生物學家。不怎麼在乎學術倫理的科學家，立志於創造「令使」和「星神」，在開拓續聞「天才群星閃耀時」中，培育了「繁育」令使「碎星王蟲」斯喀拉卡巴茲的殘缺姿態複製體。在太空站中與黑塔、螺絲咕姆、史帝芬一齊研究「模擬宇宙」。

#### 貝洛伯格（雅利洛-Ⅵ）
被持續七百年的寒潮覆蓋的星球，雅利洛-Ⅵ。是開拓者加入星穹列車後，列車的首站。貝洛伯格是這座星球上唯一留存至今的城邦。
傑帕德·朗道
配音：马洋（汉语）、古川慎（日语）、（英语）、閔丞釪（韓語）
命途及元素：存護-冰
銀鬃鐵衛戍衛官，手持希露瓦以琴匣改造而成的重型兵器。在朗道家中排行第二，是希露瓦的弟弟、玲可的哥哥。
名字「傑帕德」在德語中意為「獵豹」，姓氏「朗道」則參考自蘇聯物理學家列夫·朗道。
布洛妮婭·兰德
配音：谢莹（汉语）、阿澄佳奈（日语）、馬德琳·瑞特（Madeline Reiter）（英语）、李甫熙（韓語）
命途及元素：同諧-風
貝洛伯格「大守護者」繼承人，銀鬃鐵衛統領。出身在贝洛伯格下层区，幼时在娜塔莎创办的孤儿院长大，被选作大守护者的继承人后失去了在下层区的记忆，作为未来合格的大守护者而被可可利亞培养。在開拓任務「於曈曨的驕陽下」後接任貝洛伯格「大守護者」。
與《崩壞3rd》中的成年布洛妮婭．扎伊切克形象相似。
希兒
配音：唐雅菁（汉语）、中原麻衣（日语）、莫莉·張（Molly Zhang）（英语）、宋河琳（韓語）
命途及元素：巡獵-量子
「地火」的活躍成員，被人稱作「蝴蝶」。習慣獨來獨往，但與布洛妮婭交往後，與布洛妮婭建立了深厚的友誼。與布洛妮婭曾在同一孤兒院長大。
與《崩壞3rd》中的希兒．芙樂艾形象相似。
克拉拉
配音：紫苏九月（汉语）、日高里菜（日语）、艾米麗·孫（Emily Sun）（英语）、金睿臨（韓語）
命途及元素：毀滅-物理
下層區與史瓦羅相伴的女孩，自學成才的機械師。個性溫柔內向，卻有著超越年齡的通透和堅持。
被史瓦罗在磐岩镇东南方向的垃圾填埋场中发现後撫養長大，把史瓦羅當作家人。
史瓦羅
配音：王宇航（汉语）、安元洋贵（日语）、D·C·道格拉斯（英语）、崔洛允（韓語）
来自贝洛伯格旧时代的原型机3号——「监督机器」史瓦罗。被前代大守护者意外挖掘出来後遺棄在下層區，後被克拉拉無意間激活，與克拉拉成爲家人。在银鬃铁卫撤離下層區後，事實上接管整個下層區的控制權。能夠操控整個貝洛伯格的自動機兵，是目前雅利洛-VI上為數不多的強大戰力。
桑博·科斯基
配音：刘圣博（汉语）、平川大輔（日语）、羅傑·羅斯（英语）、鄭載憲（韓語）
命途及元素：虛無-風
口若悬河的倒货商人，其實是「假面愚者」成員。在雅利洛-VI被寒潮覆蓋的情況下仍明顯有能力對外聯絡。貝洛伯格上層區的通緝犯，在主線劇情中以自己的方式幫助開拓者脫離困境。

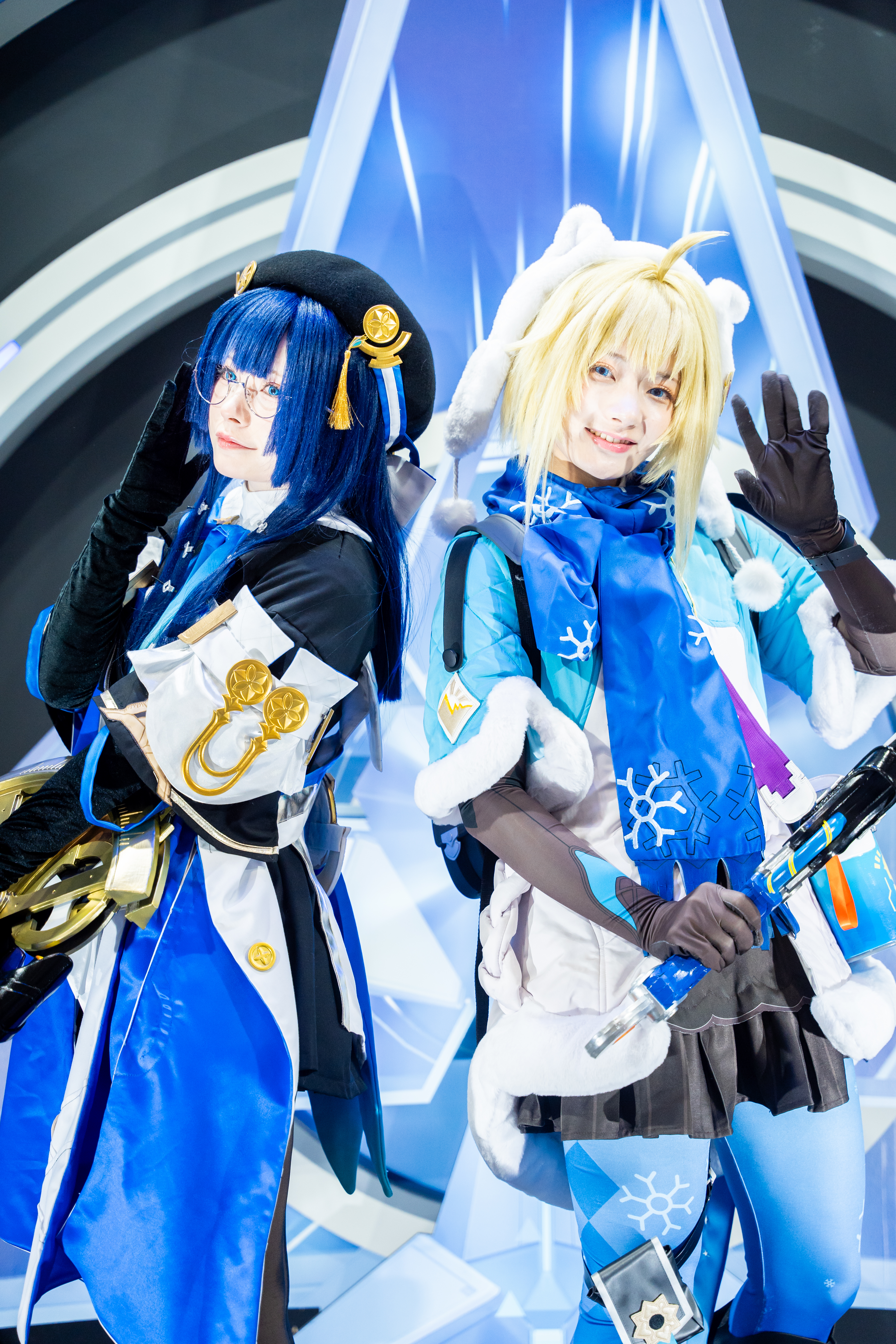
佩拉（左）和玲可（右）的角色扮演者

佩拉格娅·谢尔盖耶夫娜
配音：宴宁（汉语）、诸星堇（日语）、贊茜·黃（英语）、李多恩（韓語）
命途及元素：虛無-冰
簡稱「佩拉」，銀鬃鐵衛情報官。其母亲佩妮娅·谢尔盖耶夫娜曾是贝洛伯格最有名的雪地探险家。與玲可為好朋友。在希露瓦的搖滾樂隊中擔任鼓手。
在主線劇情中，由于开拓小队解决了星核的危机，化解了与银鬃铁卫之间的误解，因此佩拉和开拓者等人成为了朋友。
希露瓦·朗道
配音：穆雪婷（汉语）、愛美（日语）、娜塔莉·范·西斯汀（Natalie Van Sistine）（英语）、玟我（韓語）
命途及元素：智識-雷
機械師，在貝洛伯格經營機械屋「永動」。朗道家長女，傑帕德和玲可的姐姐。曾是可可利亞的摯友、星核研究員。喜愛搖滾樂，在乐队中是吉他兼主唱，時不時停業舉辦搖滾露天演出。
娜塔莎
配音：秦紫翼（汉语）、內山夕實（日语）、伊莉莎白·麥克斯韋（英语）、姜恩愛（韓語）
命途及元素：豐饒-物理
下層區的醫生，「地火」的幕后领袖。
贝洛伯格下层区孤儿出身，被上层区的外科医生赫罗瓦夫妇收养，在养父母的影响下踏上了行医之路，在银鬃铁卫下属的野战医院工作。后来回到下层区，在铆钉镇管理一家孤儿院兼诊所。後診所搬遷至磐岩镇。与前银鬃铁卫士兵长奥列格等人建立了「地火」。
虎克
配音：王晓彤（汉语）、德井青空（日语）、費麗茜婭·安吉爾（英语）、李在峴（韓語）
命途及元素：毀滅-火
下層區孩子王，冒險集團「鼴鼠黨」的老大，自稱為「漆黑的虎克大人」。
盧卡
配音：萧翟（汉语）、梶原岳人（日语）、王世豪（英语）、李周承（韓語）
命途及元素：虛無-物理
開朗樂觀的下層區的自由格鬥家，「地火」成員，是前銀鬃鐵衛士兵長奧列格的徒弟。早年在一次熔锤镇的保卫战里为了救下兒童而失去了右臂，后来装上机械臂，成为了一名自由格斗家。曾在磐岩镇超级联赛蝉联27届冠军。
玲可·朗道
配音：米糊（汉语）、照井春佳（日语）、林麗莎（Risa Mei）（英语）、李珢造（韓語）
命途及元素：豐饒-量子
極地探險家，雪原科考队成員。朗道家年齡最小的女孩，希露瓦和傑帕德的妹妹。與佩拉是好朋友。

#### 仙舟聯盟

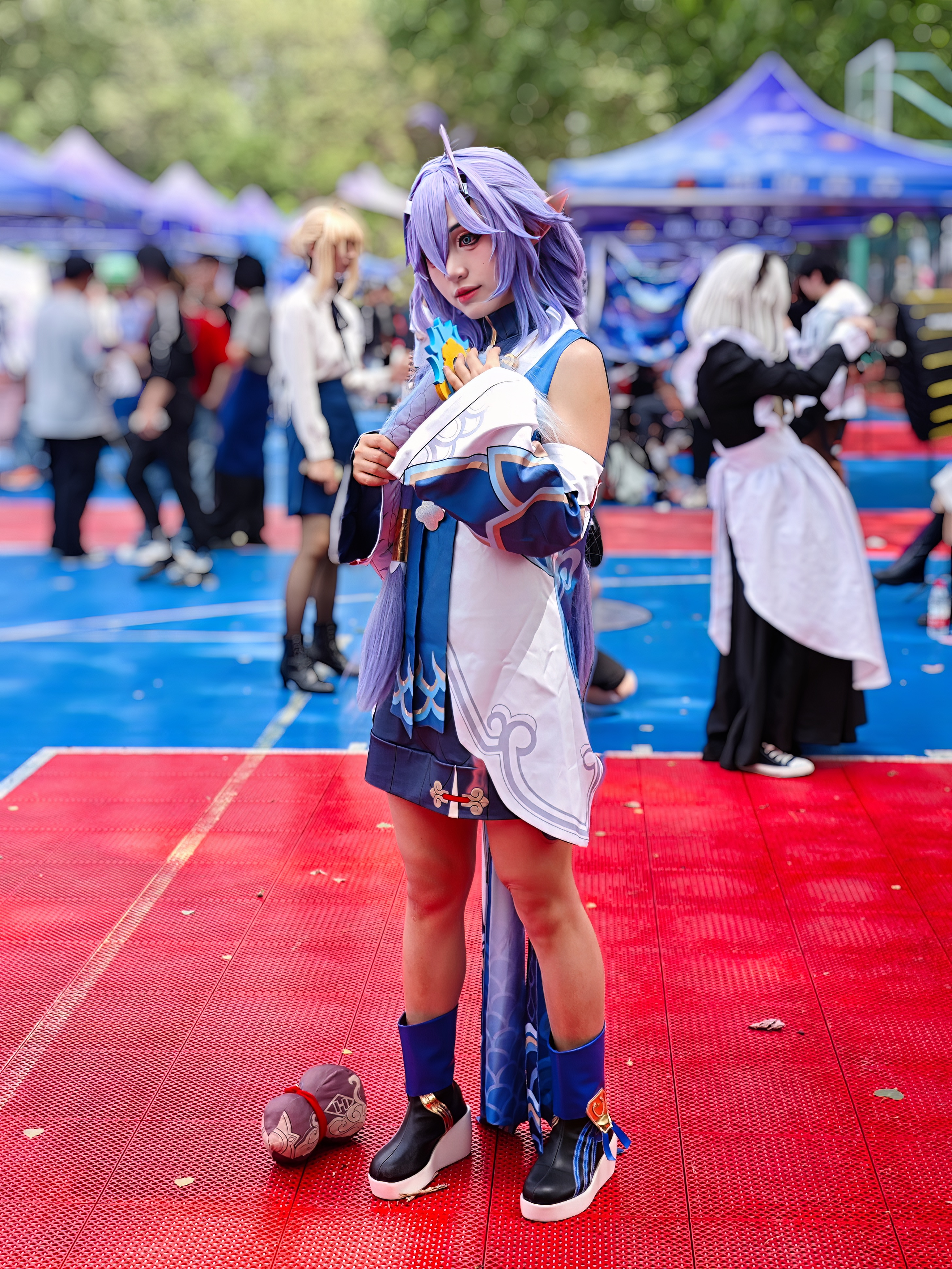
白露的角色扮演者

由六艘「仙舟」飛船組成的聯盟，六艘分別名為“罗浮”、“曜青”、“方壶”、“虚陵”、“玉阙”、“朱明”。千萬年前他們本是追尋豐饒賜福的艦隊，終得藥師賜福後反陷魔陰。最終仙舟上一位勇士拉弓射斷豐饒神跡“建木”，終於解救蒼生。後來這位勇士升格成為今天的巡獵星神“嵐”，仙舟聯盟也追隨祂的腳步，並領受祂的賜福，立誓摧毀豐饒。他們尊稱嵐為「帝弓司命」。遊戲中僅開放了仙舟「羅浮」為可探索區域。
註：所謂「帝弓七天將」為：「雲騎元帥」、羅浮「神策將軍」、曜青「天擊將軍」、方壺「伏波將軍」、虛陵「塵冥將軍」、玉阙「戎韜將軍」、朱明「燭淵將軍」，每位天將都是巡獵令史 （除元帅华为最高统帅外，其他六位将军排名不分先后）。
景元
配音：孙晔（汉语）、小野大輔（日语）、亞歷杭德羅·薩博（英语）、柳承坤（韓語）
命途及元素：智識-雷
仙舟「羅浮」雲騎將軍，帝弓七天将中的「神策将军」。武器是一柄陣刀，名為「石火流光」，是天才工匠應星以巡獵星神的光矢餘燼鍛造而成。在戰鬥中可以召喚「神君」协同作战。
師從前代罗浮剑首镜流，但並不顯名於武力。平日看似慵懶閒散，實則心思慎密。原为云骑军骁卫，「云上五骁」之一。倏忽之乱中前任神策将军腾骁犧牲後，继承了罗浮将军之位。體質相當特殊，超過正常仙舟人魔陰身發作的年齡（約800歲上下）卻絲毫沒有出現魔陰身的症狀。已在位721年，是有史以來在位最久的神策將軍。
彥卿
配音：喵酱（汉语）、井上麻里奈（日语）、安柏·梅（Amber May）（英语）、李诗雅（韓語）
命途及元素：巡獵-冰
雲騎驍衛，仙舟「罗浮」最强剑士，擅使多把飛劍。師從神策将军景元，同時爲景元的侍卫。立志成為「羅浮」的「劍首」。
主線劇情中先後與「雲上五驍」镜流、刃、饮月君戰鬥接連敗北，被擊碎全部信心，後又重新找回出劍的意義。在開拓續聞「明霄競武試鋒芒」中，彥卿和雲璃、三月七協力與步離戰首「呼雷」戰鬥，在戰鬥中彥卿領悟鏡流劍招，以寒冰凝結於斷劍劍鋒，刺出關鍵一擊，三人最終擊敗呼雷。
與《崩壞3rd》中的少年马彦卿同名。
白露
配音：多多poi（汉语）、加藤英美里（日语）、陈苏玲（Su Ling Chan）（英语）、趙玄正（韓語）
命途及元素：豐饒-雷
羅浮丹鼎司的醫生，持明族的「銜藥龍女」。在丹鼎司學習醫術，常常從丹鼎司出逃。
爲持明龙尊飲月君名號的继任者、「雲上五驍」之一白珩的轉世，雖轉世失敗，只繼承了部分龍尊之力，但仍被持明族奉爲龍尊。
羅剎
配音：赵路（汉语）、石田彰（日语）、（Craig Lee Thomas）（英语）、愼鏞友（韓語）
命途及元素：豐饒-虛數
醫術精湛的化外商人，隨身帶著巨型棺材。真實身份不明。
在开拓任务「乘槎驭风仙窟游」中與丹恆、素裳同行，實際上祕密運送星核到仙舟。同行任务「云无留迹」中與鏡流一起主動到幽囚狱向景元自首。
與《崩壞3rd》中的奥托·阿波卡利斯形象相似。在同行任務「異邦騎士」中瓦爾特·楊也注意到其與奧托、虛空萬藏的樣貌十分相似。
停雲
配音：蒋丽（汉语）、高田憂希（日语）、拉西·摩根（Laci Morgan） → 安雅·弗洛里斯（Anya Floris）（英语）、李明浩（韓語）
命途及元素：（停雲）同諧-雷、（忘歸人）虛無-火
狐人少女，天舶司節渡使、商團「鳴火」的首席代表。
在主線劇情開始前，被「绝灭大君」幻胧制造的分身伪装并顶替身份潛入仙舟。真正的停雲不知所蹤。开拓任务「云树百丈蔽重楼」中幻胧現出真身，後當衆扭斷自己的脖頸。之後停雲徹底失蹤，驭空爲停雲舉辦了「慰灵奠仪」紀念。
被阮·梅救下後自稱為「忘歸人」。
「忘歸人」為停雲的限定五星版本。
素裳
配音：陈婷婷（汉语）、福圓美里（日语）、安潔麗·庫娜帕內妮（Anjali Kunapaneni）（英语）、朴恃奫（韓語）
命途及元素：巡獵-物理
雲騎軍頗有抱負的新人劍士，武器是大劍。與桂乃芬為好友，常協助桂乃芬完成雜技，也常常出現在桂乃芬的直播中。
在主線劇情中陪同丹恒和罗刹行動，前往丹鼎司。
與《崩壞3rd》中的李素裳形象相似。
青雀
配音：刘十四（汉语）、伊達朱里紗（日语）、（英语）、徐多慧（韓語）
命途及元素：智識-量子
「太卜司」卜者。比起占卜，她更熱衷於摸魚、玩「帝垣琼玉牌」（麻將）。
馭空
配音：钟可（汉语）、冬馬由美（日语）、道恩·米歇尔·贝内特（英语）、全淑京（韓語）
命途及元素：同諧-虛數
狐人，仙舟「羅浮」天舶司司舵。年輕時為鬥艦飛行士，在豐饒民戰爭中摯友犧牲，決定放棄飛行士生涯。
符玄
配音：花玲（汉语）、伊藤美来（日语）、莎拉·維登海夫特（英语）、李志賢（韓語）
命途及元素：存護-量子
仙舟「羅浮」太卜司之首。憑藉第三眼與窮觀陣為仙舟占算航路，預卜事務吉凶，堅信自己所做的一切便是事情的「最佳解」。想成為下一任神策將軍，不斷追問景元何時退位讓賢。
鏡流
配音：杜冥鸦（汉语）、桑岛法子（日语）、（英语）、朴媐偦（韓語）
命途及元素：毀滅-冰
「雲上五驍」之一，原為仙舟「蒼城」人。在蒼城仙舟陷落後苦修劍術，人送尊號「無罅飛光」。罗浮剑首，收少年景元为徒，後與景元、应星、丹枫和白珩一同被列为「云上五骁」。「饮月之亂」中镜流忍痛斬殺由白珩遺骸幻化而成的孽龙，與应星反目，墜入魔陰。似乎因不明原因從魔陰身中復原，在同行任务「云无留迹」中與羅剎一起主動到幽囚狱向景元自首，並表示自己有徹底解決豐饒的計策。
桂乃芬
配音：小敢（汉语）、直田姬奈（日语）、摩根·劳拉（英语）、金壽永（韓語）
命途及元素：虛無-火
街頭藝人，悠姐杂技团成员。本名「關妮薇（Guinevere）」，「桂乃芬」是好友素裳為她取的仙舟名。因爲熱愛仙舟文化，就連倒立吃麵條、胸口碎大石、徒手接子彈等絕技都能很快學會。桂乃芬的家鄉被反物質軍團毀滅，因而來到仙舟「羅浮」。
藿藿
藿藿配音：葛子瑞（汉语）、长绳麻理亚（日语）、考特尼·林（Courtney Lin） → 梅根·席普曼（英语）、（韩语）
尾巴配音：劉北辰（汉语）、平林剛（日语）、亞當·邁克爾·戈爾德（Adam Michael Gold） → 亞倫·維奇（Aaron Veach）（英语）、韓福賢（韩语）
命途及元素：豐饒-風
綠髮狐人女孩，身為「十王司」見習判官，卻害怕自己負責抓捕和驅魔的鬼魂。儘管她認為自己能力不足，但她卻無法鼓起辭職的勇氣，在自己恐懼的低谷中行走，繼續前進。小時候曾救下名為「尾巴」的虛弱歲陽（其實相當強大），後被十王司的判官封印在她的尾巴裡。平日常與藿藿拌嘴吵架，但一旦藿藿真的遇險時都會出手協助。
寒鴉
配音：張雨曦（汉语）、鈴代紗弓（日语）、杨素汐（英语）、尹垠舒（韓語）
命途及元素：同諧-物理
「十王司」判官。她擅長讀取罪犯的業障和罪孽，並用「冥讖天筆」記錄他們的罪行和懲罰。是雪衣的妹妹。
雪衣
配音：溯潯（汉语）、河瀨茉希（日语）、珍妮·橫堀（英语）、朴利娜（韓語）
命途及元素：毀滅-量子
「十王司」判官，負責追捕和監禁罪犯。手持拘魂索與破魔錐。寒鴉的姐姐。
雪衣實際上已經死了，如今的她是憑藉十王司賜予的偃偶身軀「還陽」。
云璃
配音：刘雯（汉语）、若山诗音（日语）、布倫娜·拉爾森（Brenna Larsen）（英语）、李主恩（韩语）
命途及元素：毀滅-物理
仙舟「朱明」的猎剑士，「焰輪八葉」中次年幼的天才劍士，力大無窮。「燭淵將軍」懷炎的孫女。性格直率。手持的巨劍名為「老鐵」。
其父親含光是「朱明」鑄劍匠人，因痴迷於鑄造歲陽魔劍而釀成大亂、被魔劍所殺，其母親也在暴亂中喪生，雲璃被懷炎救下後被其收養。為了償還父親犯下的罪業，雲璃成為獵劍士，四處搜尋其父打造的散落四處的魔劍以銷燬。
椒丘
配音：陈张太康（汉语）、丰永利行（日语）、馬克·威頓（Mark Whitten）（英语）、李楨敏（韩语）
命途及元素：虛無-火
仙舟「曜青」丹鼎司的狐人医士、策士。常以笑脸迎人，实际颇有心计。喜歡在烹飪中添加香料，連戰鬥中也使用香料。在呼雷逃獄一事中傷重失明。
飛霄
配音：叶知秋（汉语）、小松未可子（日语）、阿奈麗絲·基尼奧內斯（英语）、孫貞旻（韩语）
命途及元素：巡獵-風
仙舟曜青的「天击将军」，帝弓七天将之一。为人不拘一格，率直潇洒。
原名為萨兰，是出身於步離人統治的淪陷地的狐人，後成功脫逃，成為時任「曜青」將軍月御的弟子，改名「飛霄」。在第三次豐饒民戰爭中被撕裂身體，沾染上步離血脈，也因此獲得了步離人的特有能力「月狂」。戰後接任「曜青」將軍之位。
灵砂
配音：饶梓君（汉语）、前田佳织里（日语）、惠特尼·霍蘭德（Whitney Holland）（英语）、張蕊娜（韩语）
命途及元素：豐饒-火
仙舟「罗浮」丹鼎司新任司鼎，師從朱明龍尊“炎庭君”，伶俐秀慧的持明医士。嗅觉敏锐，常以此识别病症，并以香薰安定他人心神。
貊泽
配音：黄进泽（汉语）、坂田将吾（日语）、克里斯·尼奧西 → 本·巴爾馬塞達（Ben Balmaceda）（英语）、崔賢植（최현식）（韩语）
命途及元素：巡獵-雷
仙舟「曜青」的影卫，飛霄的助手。沉默寡言、独来独往。是孤兒，小時候被藥王秘傳養大，後被飛霄救出。雖然站在巡獵一方卻仍稱藥師為「慈懷藥王」而非「壽瘟禍祖」。

#### 匹诺康尼

知更鳥的角色扮演者

以夢境聞名的星球，「夢想之地」匹諾康尼。原是星際和平公司管理的邊陲監獄，後犯人們奮起反抗，在「同諧」星神的庇佑下，將監獄改造為酒店，匹諾康尼從此成為了「盛會之星」。
米沙
配音：柳知萧（汉语）、松井惠理子（日语）、卡特·普罗塔诺（Cat Protano）（英语）、朴信姬（韓語）
命途及元素：毀滅-冰
「白日梦酒店」门童。真實身份為憶域迷因，是匹諾康尼之父「鐘錶匠」的一段記憶的化身。
「鐘錶匠」名為拉格沃克·夏爾·米哈伊爾，是星穹列車曾經的乘客和機修工。當星穹列車路過阿斯德納星系時，阿斯德納星系中的匹諾康尼星——此時仍是公司的邊陲監獄——爆發叛亂。星穹列車協助匹諾康尼的犯人們擺脫了公司的統治，隨後米哈伊爾和星穹列車的另外兩位無名客鐵爾南、拉札莉娜，決定留下來建設匹諾康尼。米哈伊爾引來了「家族」馳援，將匹諾康尼建成了盛會之星，卻也因此失去了對匹諾康尼的控制權。在「家族」逐漸陷入歧路、匹諾康尼夢境面臨崩潰的危機之時，米哈伊爾卻已垂垂老矣，故他囑託加拉赫向寰宇發出邀請函，吸引星穹列車前來解決問題，而自己則將兒時的記憶封入夢泡。主角團進入夢泡後，米哈伊爾將「開拓」的使命，和「生命因何而沉睡」的答案，傳承給了主角團。
加拉赫
配音：马语非（汉语）、三上哲 （日语）、艾里克·布拉（Erik Braa）（英语）、朴相薰（韩语）
命途及元素：豐饒-火
匹诺康尼猎犬家系的治安官，兼職調酒師。
真實身份為52位「家族」成員特徵的組合，由某位虛構史學家杜撰出來的虛構人物。是「神秘」命途的信徒，「鐘錶匠」的盟友，憶域迷因「何物朝向死亡」的操縱者。在實現「鐘錶匠」的願望後，因為被戳穿身份而消失。
知更鳥
配音：錢琛（汉语）、名塚佳織（日语）、艾莉絲·希莫拉（Alice Himora）（英语）、辛溫柔（韩语）、Chevy（演唱）
命途及元素：同諧-物理
溫柔善良的天環族歌手，星期日的妹妹，不折不扣的兄控。匹諾康尼橡木家系現任家主，前「夢主」歌斐木的養女。遊歷寰宇的歌星，用同諧的歌聲激勵陷入戰火和苦難的人們積極面對生活。在遊戲中獻唱多首歌曲，還發行了專輯《空氣蛹》。
星期日
配音：徐翔（汉语）、大塚剛央（日语）、格里芬·皮阿图（Griffin Puatu）（英语）、姜聲宇（韩语）
命途及元素：同諧-虛數
匹諾康尼最強調律師，前橡木家系的家主，天環族，知更鳥的哥哥，不折不扣的妹控。前「夢主」歌斐木的養子。曾任橡木家系的「鐸音」，後在原家主歌斐木升任「夢主」之後繼任家主。
主線劇情匹諾康尼篇的反派主角。因種種原因不再信仰「同諧」，在歌斐木的幫助下走上了「秩序」命途，為匹諾康尼眾人構建了完美的「太一之夢」。在主線劇情中，眾人協力破壞「太一之夢」，讓匹諾康尼脫離「秩序」的掌控。星期日成為戰犯，知更鳥與翡翠達成交易，讓翡翠在審判前救走星期日，匹諾康尼劇情結束時『暫時』加入星穹列車一起前往翁法羅斯。

#### 翁法羅斯

遐蝶的角色扮演者

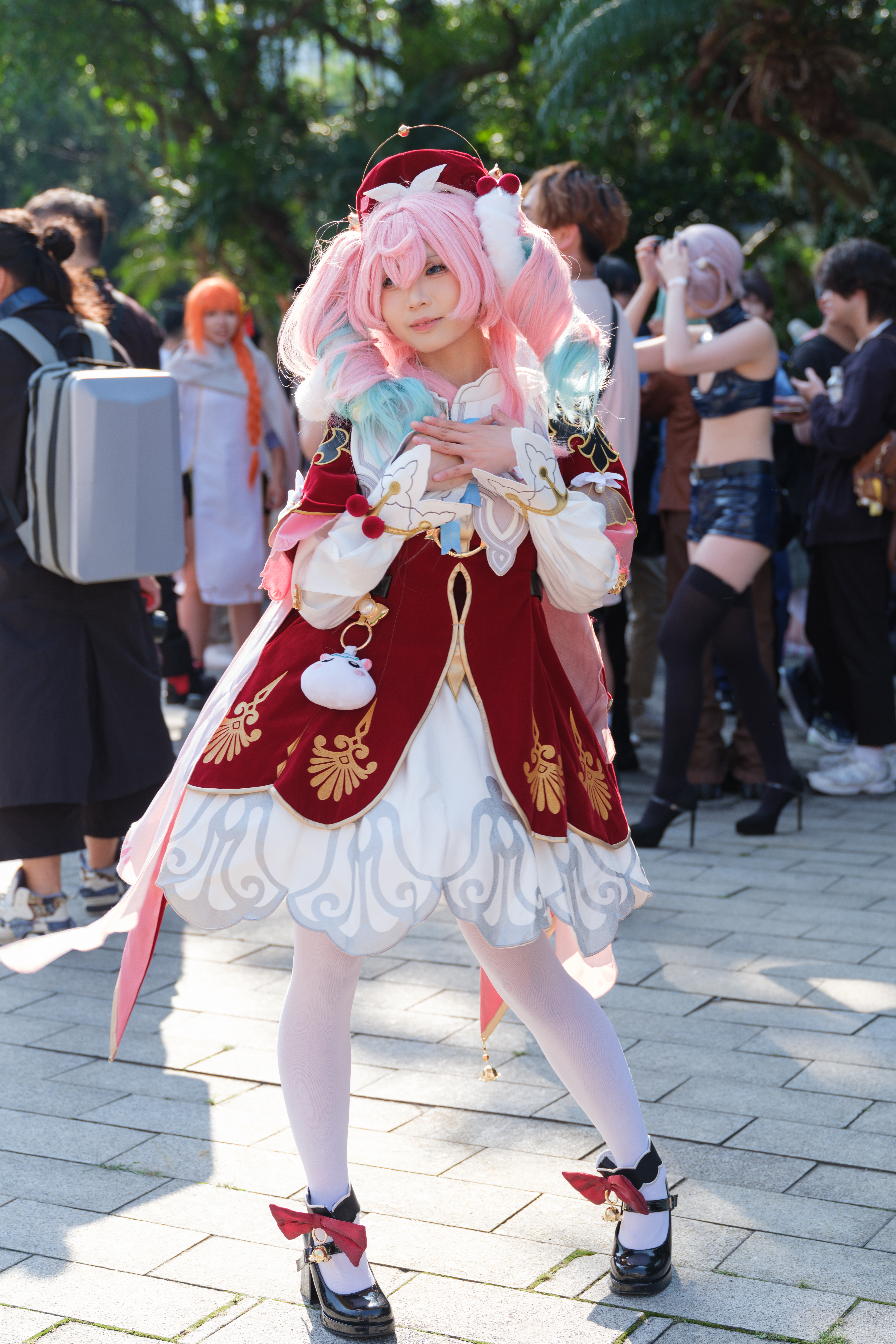
风堇的角色扮演者

三重命途交匯、未被「開拓」過的星球，翁法羅斯。從外觀上看，形如莫比烏斯帶。而在翁法羅斯內，一隻由黃金裔組成的小隊正在為「逐火之旅」而奮鬥。
阿格萊雅
配音：楚越（汉语）、遠藤綾（日语）、摩根·劳拉（英语）、吳捞妸（韩语）
命途及元素：記憶-雷
憶靈：衣匠
「黃金的織者」阿格萊雅（Aglaea），黃金裔的領袖。千年前因取得了「浪漫之泰坦」墨涅塔的神權而成為半神，獲得「金織」神力的同時，也喪失了視力，她改為通過萬千絲線感知世界。是米哈遊公開的第一位翁法羅斯角色、第一位記憶命途角色。阿格萊雅的召喚物「衣匠」在翁法羅斯大世界中常駐，玩家可以與其對話，或受其委託尋找地圖中散落的收集物「創生若蟲」。
在主線劇情中，開拓者和丹恆與阿格萊雅帶領的黃金裔結識，加入了逐火之旅。阿格萊雅雖目不能視，但她編織的金絲覆蓋了奧赫瑪全域，充當了她監視翁法羅斯的眼和耳，使得她可以操縱全局，保護奧赫瑪的和平、維持逐火之旅。在主線劇情的後期，阿格萊雅因身體日漸磨損，人性逐漸消亡，她的失言使黃金裔在輿論上變得被動，故她深思熟慮後決定退出歷史舞臺。她放鬆了城防，讓對黃金裔有敵意的刺客組織「清洗者」趁虛而入，殺死了她，這給了市民很大的震撼，為黃金裔的逐火之旅獲得了更多的輿論支持。她在死前創造的「若蟲」形態的分身為她向眾人傳遞了遺言。她還將自己最後的神性剝離出來，託付大工匠哈托努斯封入寶石手鐲中贈予眾人。與「天空之泰坦」戰鬥時，眾人所立足的高臺被艾格勒擊落，而萬丈之下是滾燙的黃金池，千鈞一髮之際，阿格萊雅遺物中殘存的神性織成萬縷金絲，支撐住了平臺，令眾人得以逃出生天，但手鐲最終神力耗盡落入黃金之中。
缇宝、緹安和緹寧
配音：蔡书瑾（汉语）、远野光（日语）、海登·妲维奥（Hayden Daviau）（英语）、房蓮知（韩语）
命途及元素：同諧-量子
「命運的三子」缇里西庇俄丝（Tribios），黃金裔的祭司，在千年以前原是雅努薩波利斯的聖女。她在接過「門徑之泰坦」雅努斯的神權而成為半神後，身體分裂為千位孩童分身，各分身感官互通，但性格不同。分身會因為耗盡神力而死亡，死後變為布偶的形態。在主線劇情開始時僅存3位，分別名為缇宝、緹安和緹寧。
在主線劇情中，三子皆已幾乎耗盡神力，只能量入為出、精打細算。在探索「命運重淵」雅努薩波利斯、尋訪歐洛尼斯的過程中，三子遭遇盜火行者的襲擊，緹安為缇宝和緹寧開啟百界門而耗盡神力逝去。在眾人擊敗「天空之泰坦」，返回奧赫瑪的途中，遭遇盜火行者的阻擊，缇宝為眾人開啟百界門，耗盡神力而亡。緹寧則在逐火之旅的終點、奧赫瑪的寢室內，為白厄開啟通往創世渦心的通路，標誌最後一個分身的消逝、「門徑之半神」緹里西庇俄絲的死亡。
萬敵
配音：赵成晨（汉语）、阿座上洋平（日语）、加布里埃爾·沃伯頓（Gabriel Warburton）（英语）、安孝民（韩语）
命途及元素：毀滅-虛數
「亡國的王儲」邁德漠斯（Mydeimos），是懸鋒城之王歐利龐與王后歌耳戈之子。具有不死不滅之賜福，但後背有致命弱點（背後的第十節胸椎）。
在主線劇情中，眾人擊敗了「紛爭之泰坦」尼卡多利。萬敵不願繼承其神權，將試煉的機會交給白厄。但白厄在試煉中為心魔所困，萬敵和開拓者介入試煉並救出白厄。因為別無他選，萬敵下定決心繼承其神權而成為半神。雖然按照懸鋒城的傳承，他成為了懸鋒的新王，但為了與黑潮作戰的他無心政治。萬敵立即宣佈了退位，宣告懸鋒城千年王朝的終結，投身與黑潮的無盡戰鬥。在逐火之旅的盡頭，白厄一行返回奧赫瑪的途中被盜火行者襲擊，萬敵與遐蝶趕到並拖住了盜火行者，讓白厄等人得以離開。戰鬥中萬敵不慎被盜火行者從後背刺殺，「紛爭之半神」就此隕落。
遐蝶
配音：阮从青（汉语）、斋藤千和（日语）、梅洛迪·穆澤（Melody Muze）（英语）、李瑟琳娜（韩语）
命途及元素：記憶-量子
憶靈：「死龍」玻呂刻斯
「死蔭的侍女」遐蝶（Castorice），前世的「死亡之半神」玻呂茜亞（即今世「死亡之泰坦」塞納托斯）的雙胞胎姐姐。玻呂茜亞為了通過「死亡」的試煉而不得不親手殺死遐蝶，自此立下在來世復活姐姐的夙願。在今世創世之初，玻呂茜亞用前世「理性之半神」卡呂普索傳授的煉金術，以自己的生命為代價，賜遐蝶以新生。因「死亡」的權柄也在煉金術「等價交換」的過程中被一分為二：玻呂茜亞死後的殘軀堵在冥河道口，使得今世數千年來的一切亡魂無法進入冥界；遐蝶則擁有了「賜予死亡」的能力，她身體觸碰到的人和生靈都會即刻消亡。新生的遐蝶輾轉於斯緹科西亞、哀地里亞，成為「督戰聖女」，以賜人死亡為業。後來她來到奧赫瑪，踏上逐火之旅。
在主線劇情中，遐蝶在那刻夏的勸說下，來到了冥界。在這裡，她解放了塞納托斯的殘軀，並得見妹妹玻呂茜亞的靈魂，通曉了前世今生的一切謎團。玻呂茜亞交給她「死亡」的火種，讓她成為新的「死亡之半神」。為了彌補創世時妹妹的過錯、守望翁法羅斯的冥河，遐蝶決定留在冥界，以引渡數千年被拒之門外的萬千亡魂為業。
那刻夏
配音：钱文青（汉语）、内田雄馬（日语）、史蒂芬·傅（Stephen Fu）（英语）、李常遵（이상준）（韩语）
命途及元素：智識-風
「歿世的學士」阿那克薩戈拉斯（Anaxagoras），神悟樹庭七賢人之一。「智種學派」創立者，白厄、遐蝶的老師，大地獸激推廚。年幼時因黑潮而失去相依為命的姐姐，之後進入神悟樹庭學習，以煉金之術，並付出一隻眼睛為代價，成功見到姐姐的靈魂。因主張「人與神無異」而被稱為「瀆神者」。
神悟樹庭遭黑潮襲擊時，留守的那刻夏因為早年過度使用煉金之術導致靈魂四分五裂，又強行爲前來支援的遐蝶、緹安、開拓者留下訊息，遭遇盜火行者前便已死去，但他死前又通過煉金術將「理性之泰坦」瑟希斯的火種煉於體內，藉助瑟希斯的全力幫助才得以餘生十五天。
逃出樹庭後，深知自己命不久矣，那刻夏決定假意向元老院倒戈，借元老院與黃金裔的對立，獲得了前往拜見「負世之泰坦」刻法勒的機會。在前往拜遏刻法勒的過程中，瀕死的他反覆進入冥界，得以看到了上個輪迴的靈魂的記憶。在刻法勒的遺像前，那刻夏嘗試熔煉尊神的靈魂，雖未能成功，但得以窺探刻法勒的記憶。藉助這些記憶的片段，他推理得出了翁法羅斯的真相——即，翁法羅斯的世界處在輪迴之中：今世的泰坦即為前世的黃金裔；而逐火之旅的夥伴們，在「再創世」之後，便成為了下一世的泰坦。他說服遐蝶接納自己的使命，回到冥界成為「死亡之半神」；而透過瀕死體驗，他也得到了遐蝶尋得的驗證和答案。在公民大會上那刻夏將關鍵一票投給了逐火之旅、公然表明自己褻瀆尊神的行為好讓自己獲判死刑，以此避免黃金裔遭受非議，還順便將元老院一起拖下水。解明世界的真相後，那刻夏完成了瑟希斯的試煉，將「理性」的火種交還逐火之旅，成為「理性之半神」後在仰天大笑中與世長辭。
风堇
配音：静宸（汉语）、羊宫妃那（日语）、霍莉·厄爾（英语）、金演宇（韩语）
命途及元素：記憶-風
憶靈：小伊卡
「搖光的醫師」雅辛忒絲（Hyacinthia），天空的後裔，昏光庭院的輔祭。在翁法羅斯墜入永夜之後，風菫在神悟樹庭重建了昏光庭院，並為那刻夏擔任助教。受阿格萊雅之邀來到奧赫瑪，加入逐火之旅。
在主線劇情中，風菫受阿格萊雅遺願，帶領眾黃金裔討伐「天空之泰坦」艾格勒。眾人與化形為巨龍的艾格勒苦戰，最後成功擊敗艾格勒。但失去黎明機器蔭庇的奧赫瑪立即被黑潮吞沒，風堇沒有時間分離神權。為了能立即庇佑市民免於黑潮的襲擊，風菫效仿千年前的先祖「陽雷騎士」塞涅俄絲，將自己熔鑄入「天象畫壁」之中，為奧赫瑪縫補天空。
與《原神》中的芭芭拉形象相似。
賽飛兒
配音：王雅欣（汉语）、伊藤彩沙（日语）、希雅·費拉迪（Shea Fairaday）（英语）、미소Mi So（韩语）
命途及元素：虛無-量子
「捷足的羁客」赛法利娅（Cifera），千年前擊敗「詭計之泰坦」扎格列斯而成為「詭計之半神」。賽飛兒並未殺死扎格列斯，讓其以「賊靈」巴特魯斯的形態得以存活。接過「詭計」神權的她，可以通過向空中拋擲硬幣的方式獲得神速，也可以輕易化身為他人。這些「詭計」的特點是，本為謊言，但只要世人相信，便可弄假成真。
千年前一次機遇，讓賽飛兒得知：黎明機器只能再維持三百年便會熄滅，此後奧赫瑪將陷入永夜。但此時逐火之旅的終點還很遙遠，賽飛兒決定利用「詭計」的神權，為翁法羅斯編造一個彌天大謊。她化身為祭司，在奧赫瑪公民大會向眾人宣告假神諭——「黎明機器將照拂聖城直到永遠」。在「詭計」神力的影響下，只要眾人深信不疑，奧赫瑪就仍將處於黎明之中。千年之後，奧赫瑪依然是永晝。
在主線的最後，風菫帶領眾人前往討伐「天空之泰坦」。賽飛兒受白厄之託，主動與盜火行者戰鬥，為眾人爭取時間。她反覆以詭計戲耍盜火行者，卻還是被其抓到把柄——她用以獲得神速的硬幣被盜火行者偷走，「神速」的謊言失效，她被傳送回原地並被盜火行者擊倒。盜火行者此時才發覺「詭計」的火種並不在她身上，於是將她刺死。在她死後，奧赫瑪立即陷入了永夜。
與《崩壞3rd》中的帕朵菲莉絲形象相似。
白厄
配音：秦且歌（華語）、日野聰（日語）、（Joshua Waters）（英語）、尹龍植（韓語）
命途及元素：毀滅-物理
「負火的囚徒」白厄（Phainon），千年前加入阿格萊雅和緹里西庇俄絲領導的逐火之旅。在緹里西庇俄絲的預言中，被稱為「救世主」，是活到最後，代表黃金裔再創世的人。
在主線中，白厄與天外來客的主角和丹恆相遇後，邀請二人協助逐火之旅。在擊敗「紛爭之泰坦」尼卡多利後，萬敵將繼承火種的機會交給白厄，讓白厄完成試煉，但白厄因無法克服內心的恐懼反而被困，萬敵與主角、丹恆只好將其救出。後來，阿格萊雅死後，白厄接替她領導逐火之旅，手持大工匠哈托努斯所鍛神劍「侵晨」，與開拓者、丹恆和風堇一起擊敗天空泰坦艾格勒。
直到「眾人將與一人離別，惟其人將覲見奇跡」，獲得了「負世之泰坦」的火種的他，來到創世渦心。此時盜火行者現身與白厄開戰，在擊碎他的面具後，白厄認出了那張支離破碎的臉正是自己，從盜火行者的記憶得知了真相——翁法羅斯只是智識產物「帝皇權杖」內部的演算世界，真正的再創世意味著以黑潮為跡象的「毀滅方程式」演算完成，絕滅大君「鐵墓」將破殼而出，為宇宙帶來浩劫，自己「NeiKos496」與同伴們也不過是一串串模擬出來的代碼而已。這次的逐火之旅其實是第33550336次的演算迴圈，因為最初的白厄「卡厄斯蘭那」與昔漣識破萊古士的謊言，為了阻止鐵墓誕生而鑄就了死循環「永劫回歸」，他與昔漣約定由他殺死昔漣，引起記憶星神浮黎的瞥視，獲得回歸的能力。在無數次輪迴中他被迫殺死毫不知情的曾經的同伴，盡可能搜集火種避免再創世成真，等待外界變數進入翁法羅斯。最終卡厄斯蘭那在數十億顆火種的重壓下崩潰，選擇向每個未來的自己揭示真相，將任務交給他們並期待他們會做出和自己一樣的選擇。而每一位白厄也確實都做出了一樣的決定。白厄也本該在殺死盜火行者後繼承他，成為下一個盜火行者，把輪迴延續下去。但因為真正的變數——開拓者踏入了輪迴中，白厄選擇將開拓者代替自己送回輪迴的起點，去找出消除鐵墓的方法。隨後白厄傾盡所有輪迴累積來的力量與絕滅大君「焚風」（不確定是否為實體）一搏，雖然最後敗北而被鐵墓吸收，但在戰鬥中得到了毀滅星神納努克的瞥視。
與《崩壞3rd》中的凱文·卡斯蘭娜形象相似。
海瑟音
配音：浮夢若薇（汉语）、石見舞菜香（日語）、（英語）、오은수Oh Eun-soo（韓語）
命途及元素：虛無-物理
「奏浪的劍騎」海列屈拉（Helektra）。
刻律德菈
配音：时欣蕾（汉语）、高尾奏音（日語）、里安農·穆沙爾（Rhiannon Moushall）（英語）、金潤睬（김윤채）（韓語）
命途及元素：同諧-風
「執棋的君主」刻律德菈（Cerydra）。

### 其他

黃泉的角色扮演者

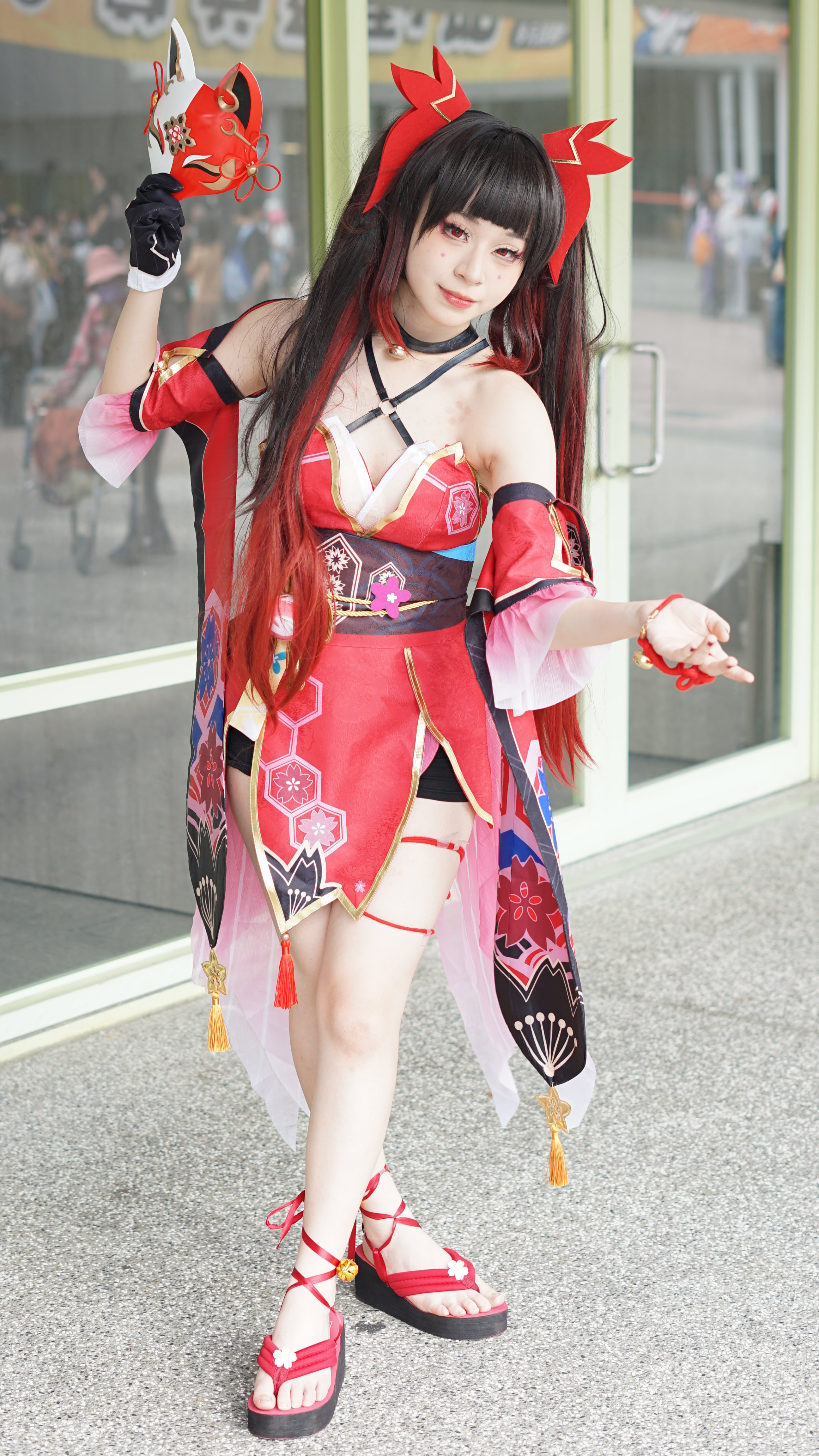
花火的角色扮演者

銀枝
配音：梁達偉（汉语）、立花慎之介（日语）、亞當·邁克爾·戈爾德（Adam Michael Gold） → 塔隆·沃伯頓（英语）、崔乘勛（韓語）
命途及元素：智識-物理
「純美騎士團」的紅髮騎士，相貌英俊。遊走宇宙間的獨行者，為人正直、光明磊落，堅定實踐「純美」星神伊德莉拉的精神並維護其在宇宙間的名譽，希望失蹤的伊德莉拉能重新出現。
真理醫生
配音：桑毓澤（汉语）、武內駿輔（日语）、喬丹·保羅·哈羅（Jordan Paul Haro）（英语）、李東勳（韓語）
命途及元素：巡獵-虛數
本名「維里塔斯‧拉帝奧」，是一位直率自我的博識學會學者兼教師，常以奇怪的石膏頭雕遮蔽面容。自幼便展露出過人的才智，卻自稱「庸人」。他致力於向全宇宙傳播知識，醫治愚昧。
黄泉
配音：菊花花（汉语）、泽城美雪（日语）、阿萊格拉·克拉克（Allegra Clark）（英语）、朴志胤（韩语）
命途及元素：虛無-雷
自称是巡海游侠。真實身份為虛無令使、自滅者，力量極其強大。自稱巡海游侠是為了引出真正的巡海游侠波提歐。手持「神骸」所鍛的太刀。鮮少真正拔刀出鞘，戰鬥中常僅以刀鞘揮擊。
真名為雷电忘川守芽衣。出身於繞行虛無星神「IX」的兩顆星球之一的「出雲」，在經歷了文明的覆滅輪迴後，最終斬斷兩顆星球的輪迴並離開。
黑天鹅
配音：杨梦露（汉语）、生天目仁美（日语）、（英语）、金荷英（韓語）
命途及元素：虛無-風
「流光忆庭」的忆者。為收集旅行者的冒險經歷而來到匹諾康尼，後又跟隨星穹列車前往翁法羅斯。
花火
配音：赵爽（汉语）、上田丽奈（日语）、莉琪·弗里曼（英语）、成叡元（韓語）
命途及元素：同諧-量子
假面愚者。可以隨意變身為他人樣貌。以極致的「歡愉」為樂。在匹諾康尼派發了大量炸彈，製造恐慌，卻又以煙花作結。與桑博一樣可以直接向玩家喊話。

### 聯動角色
Saber
配音：白杺瓚（華語）、川澄綾子（日語）、鄭有楨（韓語）
命途及元素：毀滅-風
《Fate/stay night [Unlimited Blade Works]》聯動角色。
聯動劇情中為開拓者所召喚的從者。
Archer
配音：吳磊（華語）、諏訪部順一（日語）、林采獻（임채헌）（韓語）
命途及元素：巡獵-量子
《Fate/stay night [Unlimited Blade Works]》聯動角色。
聯動劇情中為砂金所召喚的從者。

## 反響及評價
Screen Rant、Gaming Bolt、遊民星空的評論員都認為《崩壞：星穹铁道》依旧延续了米哈游出彩的人物设计，角色塑造鲜活、立体。PC Gamer、Games Hub的評論員稱讚《崩壞：星穹铁道》中的角色設計個性有趣，设计絢爛华丽，有時裝秀的風味；他們的戰鬥姿態也极具表现力。觸樂编辑董杭葉認爲米哈遊擅长设计讨人喜欢的性格和相貌，并且恰如其分地展示出自己的能力。IGN中國評論員Water Ash指出角色設計囊括了圈内用户各种喜好特征，人物对话时表情动作也细腻丰富。PCGamesN評論員娜特·史密斯表示《崩壞：星穹铁道》的人物具有強大的吸引力：每个角色都形象鮮明，但又有具有類似90年代的日式角色扮演游戏的熟悉感。《崩壞：星穹铁道》的非可玩角色也令人印象深刻，是遊戲世界觀的重要組成部分。
對於角色的塑造，Gaming Bolt評論員拉維·辛哈稱讚《崩壞：星穹鐵道》的世界觀，星神、星穹列車以及每个角色的动机都非常详细。IGN評論員表示《崩壞：星穹铁道》成功地慢慢揭示了每个角色的小细节，并创造了能够展现他们性格不同方面的情境，充滿懸念和吸引力。